# TW1
 (mars 2023).
Si vous disposez d'ouvrages ou d'articles de référence ou si vous connaissez des sites web de qualité traitant du thème abordé ici, merci de compléter l'article en donnant les références utiles à sa vérifiabilité et en les liant à la section « Notes et références ».
TW1 était une chaîne de télévision thématique nationale autrichienne du groupe Österreichischer Rundfunk, consacrée au tourisme, à la météo et au temps libre.

## Histoire de la chaîne
À partir de 2006, TW1 partage son antenne avec la chaîne sportive ORF Sport Plus.
Le 26 octobre 2011, la chaîne disparaît au profit de ORF III proposant de la culture et de l'information ainsi que de ORF Sport +.

## Identité visuelle

### Logo

Logo de TW1 de décembre 1997 au 26 octobre 2011.

## Organisation

### Dirigeants
Directeur général :
- Werner Mück

### Capital
TW1 est une filiale à 100 % de l'Österreichischer Rundfunk (ORF) depuis octobre 2005.

### Siège
Le siège de TW1 se trouvait à Salzbourg.

## Programmes
TW1 est très axée sur la météo en montagne, via des caméras panoramiques installées dans des sites touristiques.
En mai 2000, l'ORF a commencé à instaurer des retransmissions sportives régulières sur cette chaîne, en l'ouvrant à des sports plutôt négligés, comme le tennis de table, qui bénéficient ici d'une couverture détaillé. Des retransmissions en direct ainsi que des magazines sont diffusés plusieurs fois par semaine sur TW1 à partir de 20h15.